# 기한
기한(期限)이란 법률 효과의 발생, 소멸 또는 채무의 이행을 장래에 도래할 것이 확실한 사실의 성부에 의존케 하는 부관을 말한다. (민법 152조)

## 종류

### 시기와 종기
- 시기는 법률행위의 효력 발생 또는 채무이행에 관한 기한이다. 종기는 법률행위의 효력 소멸에 관한 기한이다.

### 확정과 불확정
- 확정 기한은 도래하는 시기가 확정되어 있는 기한이고 불확정 기한은 도래하는 시기가 확정되어 있지 않은 기한이다.

## 법률행위와 이익상실
- 혼인, 이혼, 입양, 상속포기 등의 신분행위나 상계, 취소 등의 소급효과가 있는 법률행위가 있다.
- 기한의 이익은 채무자에게 있는 것으로 추정되나 채무자가 경제적 신용을 상실했다고 인정되는 사유가 발생하면 채무자는 기한의 이익을 상실하며, 채권자의 기한 전의 이행청구를 거절하지 못한다(민법 제388조).

## 예문
- 계란 유통기한도 확인하고 사세요.[1]

## 같이 보기
- 유통기한
- 조건
- 부관